# ポカホンタス郡 (アイオワ州)
座標: 北緯42度44分 西経94度40分 / 北緯42.733度 西経94.667度
ポカホンタス郡 (英: Pocahontas County) は、アメリカ合衆国アイオワ州に位置する郡である。人口は8,662人（2000年）。郡庁所在地はポカホンタスである。

## 地理
アメリカ合衆国統計局によると、この郡は総面積1,500 km2 (579 mi2) である。このうち1,496 km2 (578 mi2) が陸地で4 km2 (1 mi2) が水地域である。総面積の0.25%が水地域となっている。

### 隣接する郡
- パロアルト郡 (北)
- ハンボルト郡 (東)
- ウェブスター郡 (南東)
- カルフーン郡 (南)
- ブエナビスタ郡 (西)

## 人口動勢
2000年国勢調査で、この郡は人口8,662人、3,617世帯、及び2,430家族が暮らしている。人口密度は6/km2 (15/mi2) である。3/km2 (7/mi2) の平均的な密度に3,988軒の住宅が建っている。この郡の人種的な構成は白人98.49%、アフリカン・アメリカン0.24%、先住民0.17%、アジア0.17%、太平洋諸島系0.01%、その他の人種0.30%、及び混血0.61%である。ここの人口の0.89%はヒスパニックまたはラテン系である。

2000年人口ピラミッド

この郡内の住民は25.40%が18歳未満の未成年、18歳以上24歳以下が5.30%、25歳以上44歳以下が23.40%、45歳以上64歳以下が24.10%、及び65歳以上が21.70%にわたっている。中央値年齢は42歳である。女性100人ごとに対して男性は96.60人である。18歳以上の女性100人ごとに対して男性は93.20人である。
この郡の世帯ごとの平均的な収入は33,362米ドルであり、家族ごとの平均的な収入は40,568米ドルである。男性は27,929米ドルに対して女性は20,515米ドルの平均的な収入がある。この郡の一人当たりの収入 (per capita income) は17,006米ドルである。人口の9.10%及び家族の6.60%は貧困線以下である。全人口のうち18歳未満の12.30%及び65歳以上の6.50%は貧困線以下の生活を送っている。

## 都市及び町
- ポカホンタス (Pocahontas)
- ハブロック (Havelock)
- パーマー (Palmer)
- Fonda
- Laurens
- Plover
- Rolfe
- Varina

### 郡区
- ベルビル郡区
- シーダー郡区
- センター郡区
- コルファックス郡区
- カミンズ郡区
- デモイン郡区
- ドーバー郡区
- ガーフィールド郡区
- グラント郡区
- レイク郡区
- リンカーン郡区
- リザード郡区
- マーシャル郡区
- ポウハタン郡区
- ルーズベルト郡区
- シャーマン郡区
- スワンレイク郡区